# Liste der Baudenkmäler in Bergkamen
Die Liste der Baudenkmäler in Bergkamen enthält die denkmalgeschützten Bauwerke auf dem Gebiet der Stadt Bergkamen im Kreis Unna in Nordrhein-Westfalen (Stand: Januar 2011). Diese Baudenkmäler sind in der Denkmalliste der Stadt Bergkamen eingetragen; Grundlage für die Aufnahme ist das Denkmalschutzgesetz Nordrhein-Westfalen (DSchG NRW).

| Bild                                                                                | Bezeichnung                                                                         | Lage                                    | Beschreibung | Bauzeit                             | Eingetragen seit | Denkmal- nummer |
| ----------------------------------------------------------------------------------- | ----------------------------------------------------------------------------------- | --------------------------------------- | ------------ | ----------------------------------- | ---------------- | --------------- |
| weitere Bilder                                                                      | Oberlinhaus                                                                         | Bergkamen Lentstraße 16 Karte           |              | 1912                                | 27.11.1986       | BK1             |
| Brunnenfigur aus Kalksandstein                                                      | Brunnenfigur aus Kalksandstein                                                      | Bergkamen Kurt-Schumacher-Platz 2 Karte |              | 1945                                | 07.11.1986       | BK6             |
| weitere Bilder                                                                      | Heuerlinghaus                                                                       | Bergkamen Nordfeldstraße 22a Karte      |              | um 1900                             | 27.11.1986       | BK7             |
| weitere Bilder                                                                      | Wohn- und Gasthaus Zum Deutschen Eck                                                | Bergkamen Landwehrstraße 20 Karte       |              | 1912/1913                           | 14.03.1997       | BK8             |
| Schacht Grimberg 2 mit Schachtgerüst, Maschinenhaus, Fördermaschine und drei Seilen | Schacht Grimberg 2 mit Schachtgerüst, Maschinenhaus, Fördermaschine und drei Seilen | Bergkamen Rathenaustraße Karte          |              | 1980                                | 25.01.2011       | BK9             |
| weitere Bilder                                                                      | Hofanlage Schulze-Heil                                                              | Heil Westenhellweg 110 Karte            |              | 1864 (Hof), 1665–1730 (Grabanlagen) | 25.07.1989       | HL3             |
| weitere Bilder                                                                      | Bauernhaus mit Wirtschaftsgebäude                                                   | Heil Dorfstraße 8 Karte                 |              | ca. 1842                            | 12.08.1991       | HL6             |
| Hofhaus                                                                             | Hofhaus                                                                             | Heil Dorfstraße 12 Karte                |              | 1863                                | 12.08.1991       | HL7             |
| BW                                                                                  | Fachwerkscheune                                                                     | Heil Dorfstraße 7 Karte                 |              | unbekannt                           | 12.08.1991       | HL8             |
| Backsteinspeicher                                                                   | Backsteinspeicher                                                                   | Heil Dorfstraße 15 Karte                |              | ca. 1870                            | 08.09.1993       | HL9             |
| weitere Bilder                                                                      | Fachwerkspeicher                                                                    | Heil Dorfstraße 21 Karte                |              | 1870/1880                           | 12.08.1991       | HL10            |
| Hofanlage                                                                           | Hofanlage                                                                           | Oberaden Lünener Straße 73 Karte        |              | 1840 (Haupthaus)                    | 14.07.1989       | OA2             |
| Kriegerdenkmal                                                                      | Kriegerdenkmal                                                                      | Oberaden Mühlenstraße (Friedhof) Karte  |              | 1920                                | 27.11.1986       | OA3             |
| weitere Bilder                                                                      | Fachwerkhaus                                                                        | Oberaden Rotherbachstraße 157 Karte     |              | Mitte 19. Jahrhundert               | 29.05.1987       | OA4             |
| Hofanlage                                                                           | Hofanlage                                                                           | Overberge Hammer Straße 89 Karte        |              | 1870                                | 27.11.1986       | OV1             |
| Fachwerkhaus                                                                        | Fachwerkhaus                                                                        | Overberge Hansastraße 19 Karte          |              | Ende 19. Jahrhundert                | 03.03.1987       | OV2             |
| Kriegerdenkmal                                                                      | Kriegerdenkmal                                                                      | Overberge Hansastraße Karte             |              | um 1920                             | 04.08.1998       | OV4             |
| Hofanlage                                                                           | Hofanlage                                                                           | Overberge Hüchstraße 65                 |              | 1780                                | 14.07.1989       | OV5             |
| Fachwerkhaus                                                                        | Fachwerkhaus                                                                        | Overberge Landwehrstraße 172 Karte      |              | um 1869/1870                        | 14.07.1989       | OV6             |
| Haus Rünthe                                                                         | Haus Rünthe                                                                         | Rünthe Ostenhellweg 47 Karte            |              | 1876                                | 17.02.1988       | RT2             |
| Fachwerkhaus                                                                        | Fachwerkhaus                                                                        | Rünthe Südliche Salzstraße 11 Karte     |              | Ende 18. Jahrhundert                | 30.01.1990       | RT4             |
| Hof Keinemann                                                                       | Hof Keinemann                                                                       | Rünthe Fürstenhof 1 Karte               |              | 1831                                | 14.07.1989       | RT5             |
| Fachwerkhaus                                                                        | Fachwerkhaus                                                                        | Rünthe Schachtsstraße 26                |              | Anfang 19. Jahrhundert              | 14.07.1989       | RT6             |
| weitere Bilder                                                                      | Schacht III – ehem. Waschkaue der Zeche Werne                                       | Rünthe Zechenweg Karte                  |              | 1914                                | 14.09.1989       | RT7             |
| weitere Bilder                                                                      | Fachwerkhaus                                                                        | Weddinghofen Goekenheide 48 Karte       |              | 1867                                | 13.08.1986       | WD1             |
| Gut Velmede – Villa                                                                 | Gut Velmede – Villa                                                                 | Weddinghofen Velmede 3 Karte            |              | 1849                                | 15.09.1989       | WD3a            |
| Gut Velmede – Haupthaus und Speicher aus Fachwerk                                   | Gut Velmede – Haupthaus und Speicher aus Fachwerk                                   | Weddinghofen Velmede 4 Karte            |              | Mitte 19. Jh.                       | 27.11.1986       | WD3b            |
| Gut Velmede – Fachwerkhaus mit Krüppelwalmdach                                      | Gut Velmede – Fachwerkhaus mit Krüppelwalmdach                                      | Weddinghofen Velmede 5 Karte            |              | Mitte 19. Jh.                       | 27.11.1986       | WD3c            |
| weitere Bilder                                                                      | Fachwerkhaus                                                                        | Weddinghofen Schulstraße 97 Karte       |              | unbekannt                           | 01.10.1987       | WD4             |
| weitere Bilder                                                                      | Fachwerkhaus                                                                        | Weddinghofen Goekenheide 6 Karte        |              | Ende 19. Jahrhundert                | 05.10.1987       | WD6             |